# 이단평행봉

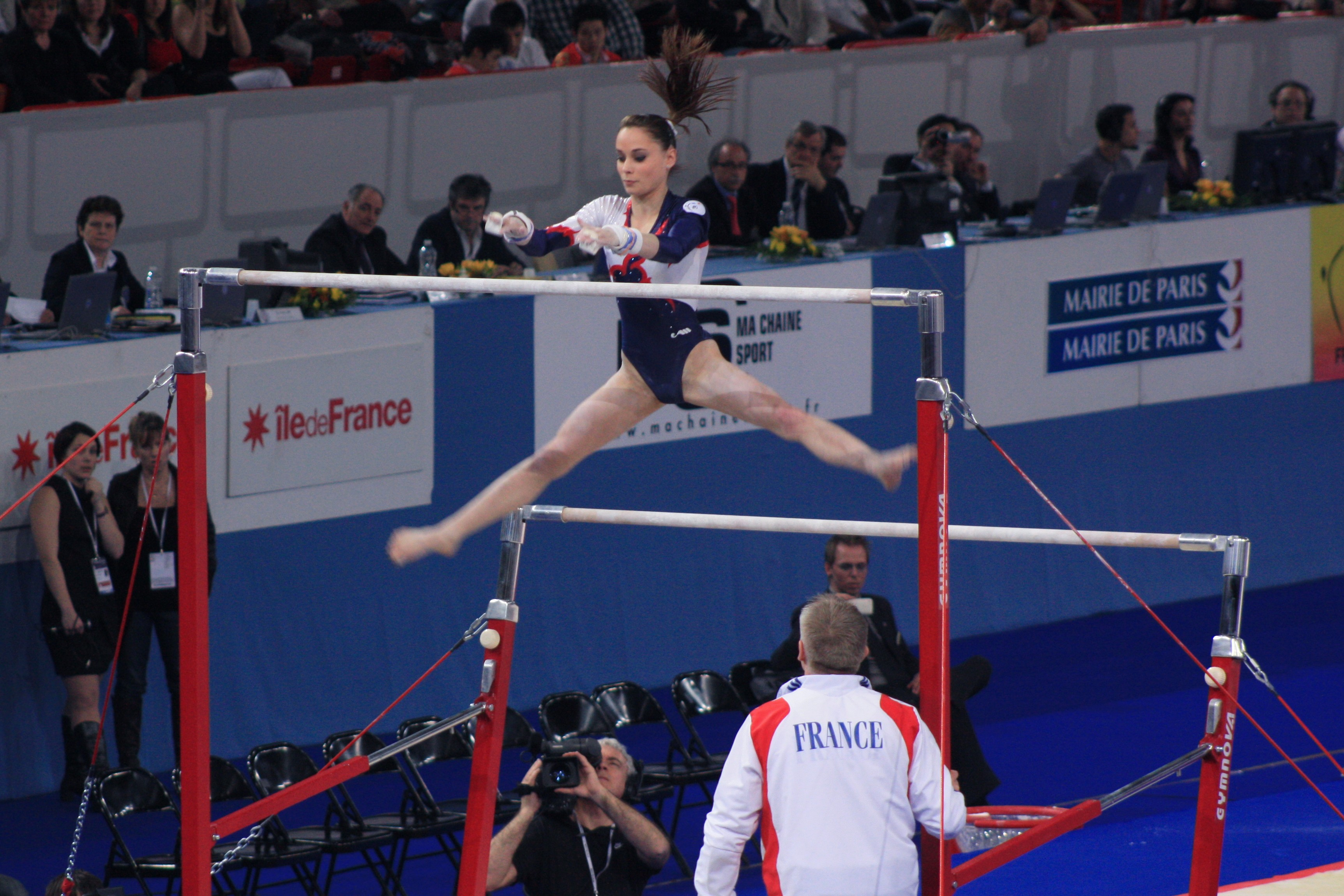
이단평행봉

이단평행봉(二段平行棒)은 체조 기구의 하나이며, 그것을 사용한 종목의 명칭이다. 높이가 다른 두 철봉을 오가는 것으로 여자 전용 종목이며, 남자에서 행해지고 있는 철봉 종목에 해당한다.
2-3m의 높은 봉과 1.5m의 낮은 봉을 이용하여 매달리기·버티기·흔들기·몸돌리기 등의 동작을 연결하며 실시하는 여자 체조경기 종목이다.